# Сивоччи, Уго
Уго Сивоччи (итал. Ugo Sivocci; 29 августа 1885, Салерно — 8 сентября 1923, Монца) — итальянский автомобильный гонщик.
Сивоччи родился в Салерно. Уго начал свою гоночную карьеру с двухколесного транспорта. После Первой Мировой Войны, он работал автомехаником в Милане. Познакомившись с Энцо Феррари, Сивоччи был нанят в Alfa Romeo в 1920 году на роль гонщика в команду из трёх человек: (Alfa Corse) с Антонио Аскари и Энцо Феррари. На 20/30 ES Sport он финишировал вторым в Парме на гонке Poggio Berceto. В 1923 году он начал выступать на Alfa Romeo RL и быстро выиграл большое количество гонок. В том же году он победил на Targa Florio на автомобиле Alfa Romeo RL Targa Florio, для которой эта победа стала самым важным достижением. Гонка стала огромным успехом для Alfa Romeo, где второе (Аскари) и четвертые места (Мазетти) были заняты командой Alfa Corse.
В 1923 году Сивоччи погиб во время тестирования новой модели Мерози Alfa Romeo P1 в Монце. В день аварии, в прессе владелец компании Никола Ромео объявил о выводе других автомобилей Alfa Romeo из соревнований. На Автомобиль Сивоччи был нанесён зеленый 4-лиственный клевер на белом фоне, который приносил удачу и превратился позднее в символ для Alfa Romeo.
Его гоночная машина носила номер 17, который больше никогда в жизни не был использован на итальянских гоночных автомобилях в честь памяти об Уго Сивоччи.

## Основные достижения
- Парма — гонка Poggio Berceto 1921 года, 2-й[1]
- Круг Муджелло 1921, 4-й
- Targa Florio 1922, 9-й
- Targa Florio 1923, 1-й